# فرودگاه کنالا
فرودگاه کنالا (به انگلیسی: Canala Airport) یک فرودگاه همگانی است که یک باند فرود آسفالت دارد و طول باند آن ۹۵۰ متر است. این فرودگاه در کشور کالدونیای جدید قرار دارد و در ارتفاع ۲ متری از سطح دریا واقع شده‌است.